# Alison Van Uytvanck
Alison Van Uytvanck (Vilvoorde, 26 maart 1994) is een voormalig tennisspeelster uit België. Van Uytvanck begon met tennis toen zij vijf jaar oud was. Haar favoriete ondergrond is hardcourt. Van Uytvanck speelt rechtshandig en heeft een tweehandige backhand.

## Loopbaan
Van Uytvanck speelde in 2012 voor België vier partijen in de Fed Cup, één in februari tegen Servië, drie in april tegen Japan. Zij won haar enkelspelpartij tegen de Japanse Kurumi Nara.
Op het WTA-toernooi van Brussel wist zij zich in 2011 te kwalificeren voor het hoofdtoernooi – zij werd toen in de tweede ronde uitgeschakeld door landgenote Yanina Wickmayer. Het jaar erna bereikte zij de kwartfinale, waar zij werd uitgeschakeld door de als eerste geplaatste Poolse Agnieszka Radwańska.
In november 2013 had Van Uytvanck succes op het WTA-toernooi van Taipei. Zowel in het enkel- als in het dubbelspel bereikte zij de finale. In het enkelspel won zij de titel door haar landgenote Yanina Wickmayer te kloppen.
In 2015 bereikte zij voor het eerst de kwartfinale op Roland Garros.
Zij schakelde achtereenvolgens Anna Schmiedlová, Zarina Diyas, Kristina Mladenovic en Andreea Mitu uit. In de kwartfinale verloor zij echter van de Zwitserse Timea Bacsinszky in twee sets: 4–6 en 5–7.
In 2017 won Van Uytvanck haar tweede enkelspeltitel, in Québec, en in 2018 de derde, in Boedapest.
In de periode 2012–2019 maakte Van Uytvanck deel uit van het Belgische Fed Cup-team – zij behaalde daar een winst/verlies-balans van 15–12. Tijdens de eerste ronde van Fed Cup 2018 won zij haar enkelspelpartij tegen Pauline Parmentier, wat niet kon verhinderen dat het team verloor van de Franse dames.
In 2018 versloeg Van Uytvanck titelverdedigster Garbiñe Muguruza in de tweede ronde van het toernooi op Wimbledon.
In februari 2019 slaagde zij erin haar titel in Boedapest te verlengen. In september volgde haar vijfde titel in Tasjkent.
In juli 2021 bereikte Van Uytvanck op de Olympische spelen van 2020 in Tokio de derde ronde. In oktober won zij haar zesde enkelspeltitel op het WTA-toernooi van Nur-Sultan – in de finale klopte zij de voor eigen publiek spelende Joelija Poetintseva. In december volgde haar zevende, in Limoges, waar zij in de eindstrijd zegevierde over de Roemeense Ana Bogdan.
In juni 2022 won Van Uytvanck haar achtste WTA-enkelspeltitel, op het WTA-toernooi van Gaiba.
In augustus 2024 kondigde zij aan te stoppen met professioneel tennis.

## Posities op deWTA-ranglijst
Positie per einde seizoen:
| jaar | rang enkelspel | rang dubbelspel |
| ---- | -------------- | --------------- |
| 2010 | 829            | –               |
| 2011 | 297            | 988             |
| 2012 | 220            | 319             |
| 2013 | 129            | 508             |
| 2014 | 80             | 365             |
| 2015 | 42             | 107             |
| 2016 | 124            | 294             |
| 2017 | 75             | –               |
| 2018 | 50             | 186             |
| 2019 | 47             | 123             |
| 2020 | 63             | 102             |
| 2021 | 68             | 87              |

## Palmares
| Legenda                 |
| ----------------------- |
| Grandslamtoernooi       |
| Olympische Spelen       |
| Year-End Championships  |
| Premier Mandatory       |
| Premier Five / WTA 1000 |
| Premier / WTA 500       |
| International / WTA 250 |
| Challenger / WTA 125    |

### WTA-finaleplaatsen enkelspel
| nr.              | finale     | toernooi       | ondergrond    | tegenstandster      | score         |         |
| ---------------- | ---------- | -------------- | ------------- | ------------------- | ------------- | ------- |
| gewonnen finales |            |                |               |                     |               |         |
| 1.               | 2013-11-10 | WTA Taipei     | tapijt (i)    | Yanina Wickmayer    | 6-4, 6-2      | details |
| 2.               | 2017-09-17 | WTA Québec     | tapijt (i)    | Tímea Babos         | 5-7, 6-4, 6-1 | details |
| 3.               | 2018-02-25 | WTA Boedapest  | hardcourt (i) | Dominika Cibulková  | 6-3, 3-6, 7-5 | details |
| 4.               | 2019-02-24 | WTA Boedapest  | hardcourt (i) | Markéta Vondroušová | 1-6, 7-5, 6-2 | details |
| 5.               | 2019-09-28 | WTA Tasjkent   | hardcourt     | Sorana Cîrstea      | 6-2, 4-6, 6-4 | details |
| 6.               | 2021-10-02 | WTA Nur-Sultan | hardcourt (i) | Joelija Poetintseva | 1-6, 6-4, 6-3 | details |
| 7.               | 2021-12-19 | WTA Limoges    | hardcourt (i) | Ana Bogdan          | 6-2, 7-5      | details |
| 8.               | 2022-06-19 | WTA Gaiba      | gras          | Sara Errani         | 6-4, 6-3      | details |
| verloren finales |            |                |               |                     |               |         |
| 1.               | 2019-08-04 | WTA Karlsruhe  | gravel        | Patricia Maria Țig  | 6-3, 1-6, 2-6 | details |

### WTA-finaleplaatsen vrouwendubbelspel
| nr.              | finale     | toernooi      | ondergrond    | partner            | tegenstandsters                                | score            |         |
| ---------------- | ---------- | ------------- | ------------- | ------------------ | ---------------------------------------------- | ---------------- | ------- |
| gewonnen finales |            |               |               |                    |                                                |                  |         |
| 1.               | 2018-10-20 | WTA Luxemburg | hardcourt (i) | Greet Minnen       | Vera Lapko Mandy Minella                       | 7-6, 6-2         | details |
| 2.               | 2021-09-18 | WTA Luxemburg | hardcourt (i) | Greet Minnen       | Erin Routliffe Kimberley Zimmermann            | 6-3, 6-3         | details |
| verloren finales |            |               |               |                    |                                                |                  |         |
| 1.               | 2013-11-10 | WTA Taipei    | tapijt (i)    | Anna-Lena Friedsam | Caroline Garcia Jaroslava Sjvedova             | 3-6, 3-6         | details |
| 2.               | 2015-02-15 | WTA Antwerpen | hardcourt (i) | An-Sophie Mestach  | Anabel Medina Garrigues Arantxa Parra Santonja | 4-6, 6-3, [5-10] | details |
| 3.               | 2021-05-21 | WTA Belgrado  | gravel        | Greet Minnen       | Aleksandra Krunić Nina Stojanović              | 0-6, 2-6         | details |
| 4.               | 2022-05-15 | WTA Karlsruhe | gravel        | Jana Sizikova      | Mayar Sherif Panna Udvardy                     | 7-5, 4-6, [2-10] | details |

### Gewonnen ITF-toernooien enkelspel
| nr. | finale     | toernooi            | ondergrond | tegenstandster in finale | score         | dotatie  |
| --- | ---------- | ------------------- | ---------- | ------------------------ | ------------- | -------- |
| 1.  | 2011-02-13 | Vale do Lobo        | hardcourt  | Elitsa Kostova           | 6-4, 4-6, 6-2 | $10.000  |
| 2.  | 2011-03-13 | Dijon               | hardcourt  | Claire Feuerstein        | 6-2, 6-3      | $10.000  |
| 3.  | 2011-05-08 | Edinburgh           | gravel     | Justyna Jegiołka         | 6-7, 6-4, 6-2 | $10.000  |
| 4.  | 2011-11-06 | Sunderland          | hardcourt  | Tara Moore               | 6-4, 6-1      | $10.000  |
| 5.  | 2012-01-15 | Glasgow             | hardcourt  | Francesca Stephenson     | 6-3, 6-0      | $10.000  |
| 6.  | 2012-11-11 | Équeurdreville      | hardcourt  | Julie Coin               | 6-1, 3-6, 6-3 | $25.000  |
| 7.  | 2013-01-27 | Andrézieux-Bouthéon | hardcourt  | Ana Vrljić               | 6-1, 6-4      | $25.000  |
| 8.  | 2013-04-28 | Chiasso             | gravel     | Katarzyna Kawa           | 7-6, 6-3      | $25.000  |
| 9.  | 2013-09-21 | Shrewsbury          | hardcourt  | Marta Sirotkina          | 7-5, 6-1      | $25.000  |
| 10. | 2016-07-17 | Stockton            | hardcourt  | Anastasia Pivovarova     | 6-3, 3-6, 6-2 | $50.000  |
| 11. | 2016-10-02 | Las Vegas           | hardcourt  | Sofia Kenin              | 3-6, 7-6, 6-2 | $50.000  |
| 12. | 2021-06-20 | Nottingham          | gras       | Arina Rodionova          | 6-0, 6-4      | $100.000 |

### Gewonnen ITF-toernooien dubbelspel
| nr. | finale     | toernooi          | dotatie   | partner            | tegenstandsters in finale           | score    | dotatie |
| --- | ---------- | ----------------- | --------- | ------------------ | ----------------------------------- | -------- | ------- |
| 1.  | 2013-03-30 | Croissy-Beaubourg | hardcourt | Anna-Lena Friedsam | Stéphanie Foretz-Gacon Eva Hrdinová | 6-3, 6-4 | $50.000 |
| 2.  | 2016-07-16 | Stockton          | hardcourt | Kristýna Plíšková  | Robin Anderson Maegan Manasse       | 6-2, 6-3 | $50.000 |

### Gewonnen juniorentoernooien enkelspel
| nr. | finale     | toernooi                                        | ondergrond | tegenstandster in finale | score         | graad |
| --- | ---------- | ----------------------------------------------- | ---------- | ------------------------ | ------------- | ----- |
| 1.  | 2009-07-26 | Swiss Junior Trophy                             | gravel     | Karolina Rozenberg       | 6-1, 6-3      | 5     |
| 2.  | 2009-11-08 | Heiveld Indoor Junior Championship              | hardcourt  | Elke Lemmens             | 4-6, 6-1, 6-2 | 4     |
| 3.  | 2011-01-23 | Czech International Junior Indoor Championships | tapijt (i) | Jesika Malečková         | 6-1, 6-1      | 1     |
| 4.  | 2011-02-26 | Aivaras Balzekas Memorial Cup                   | tapijt     | Anett Kontaveit          | 6-2, 6-3      | 2     |
| 5.  | 2011-03-26 | Luxemburg Indoor Junior Open                    | hardcourt  | Petra Rohanová           | 6-1, 1-6, 7-5 | 2     |

### Gewonnen juniorentoernooien dubbelspel
| nr. | finale     | toernooi                        | ondergrond | partner           | tegenstandsters in finale         | score     | graad |
| --- | ---------- | ------------------------------- | ---------- | ----------------- | --------------------------------- | --------- | ----- |
| 1.  | 2010-01-17 | Slovak Junior Indoor Tournament | tapijt (i) | Veronika Zavodska | Julia Wachaczyk Stephanie Wagner  | 6-2, 7-64 | 2     |
| 2.  | 2010-03-06 | Luxemburg Indoor Junior Open    | hardcourt  | Julia Wachaczyk   | Dana Machálková Petra Rohanová    | 6-3, 7-61 | 2     |
| 3.  | 2010-04-09 | ITF Junior Ribarroia del Turia  | gravel     | Katja Milas       | Alessia Camplone Mateja Kraljevic | 6-3, 6-4  | 3     |

## Resultaten grandslamtoernooien
| Legenda | Legenda                          |
| ------- | -------------------------------- |
| g.t.    | geen toernooi gehouden           |
| l.c.    | lagere categorie                 |
| –       | niet deelgenomen                 |
| G       | uitgeschakeld in de groepsfase   |
| 1R      | uitgeschakeld in de eerste ronde |
| 2R      | uitgeschakeld in de tweede ronde |
| 3R      | uitgeschakeld in de derde ronde  |
| 4R      | uitgeschakeld in de vierde ronde |
| KF      | uitgeschakeld in de kwartfinale  |
| HF      | uitgeschakeld in de halve finale |
| F       | de finale verloren               |
| W       | het toernooi gewonnen            |
| w-v     | winst/verlies-balans             |

### Enkelspel
| toernooi        | 2014 | 2015 | 2016 | 2017 | 2018 | 2019 | 2020 | 2021 | 2022 | 2023 | 2024 |
| --------------- | ---- | ---- | ---- | ---- | ---- | ---- | ---- | ---- | ---- | ---- | ---- |
| Australian Open | 1R   | 1R   | 1R   | –    | 1R   | 1R   | 1R   | 2R   | 2R   | 1R   | –    |
| Roland Garros   | 1R   | KF   | –    | 2R   | 2R   | 1R   | 2R   | 1R   | 2R   | –    | 1R   |
| Wimbledon       | 2R   | 1R   | 1R   | 1R   | 4R   | 2R   | g.t. | 1R   | 1R   | –    | 1R   |
| US Open         | 1R   | 1R   | 1R   | 1R   | 1R   | 2R   | 1R   | 1R   | 2R   | –    |      |

### Vrouwendubbelspel
| toernooi        | 2014 | 2015 | 2016 |    | 2018 | 2019 | 2020 | 2021 | 2022 | 2023 |
| --------------- | ---- | ---- | ---- | -- | ---- | ---- | ---- | ---- | ---- | ---- |
| Australian Open | –    | –    | 1R   | 1R | 1R   | 1R   | 1R   | 1R   | 3R   |      |
| Roland Garros   | –    | –    | –    | 1R | 1R   | 2R   | 1R   | 2R   | –    |      |
| Wimbledon       | –    | 3R   | –    | –  | 2R   | g.t. | 2R   | –    | –    |      |
| US Open         | 1R   | 1R   | –    | 1R | –    | 1R   | 3R   | 1R   | –    |      |